# Павел I (папа римский)
Святой Па́вел I (лат. Paulus PP. I; 700 — 28 июня 767) — папа римский с 29 мая 757 года по 28 июня 767 года. Брат папы Стефана II (III). Вёл дипломатические переговоры с лангобардским королём Дезидерием и королём франков Пипином III Коротким. В конце концов, Павлу удалось присоединить к своей области Беневенто и Тоскану. Скончался в Риме.

## Биография
Павел и его брат Стефан получили духовное образование в Латеранском дворце. После смерти Стефана 26 апреля 757 года сторонники Павла возобладали над фракцией сторонников архидиакона Феофилакта, и Павел был избран преемником своего брата большинством голосов. Главные усилия нового папы были направлены на укрепление отношений с франками и улучшение отношений с лангобардами и Константинополем. Он впервые не только не попросил представителя восточного императора экзарха Равенны утвердить своё избрание, но даже не известил того о результатах выборов. Это объяснялось слабостью Равеннского экзархата, измотанного борьбой с лангобардами. Вместо этого Павел известил франкского короля Пипина Короткого о своем избрании и сохранении альянса папы и франков. Этот альянс был жизненно важен для избавления Рима от лангобардской опасности.
Лангобарды к этому времени заняли города Имола, Озимо, Болонья и Анкона, на которые претендовал Рим, а в 758 году захватили герцогства Сполето и Беневенто. Подавив восстание в Беневенто, король лангобардов Дезидерий посетил Рим и вынудил Павла написать Пипину письмо с просьбой признать все лангобардские претензии. Он обещал вернуть Имолу, но при условии, что папа убедит Пипина вернуть лангобардских пленников.
В письме, которое должно было обеспечить безопасный проход послов через территорию лангобардов, Павел согласился на требования Дезидерия и умолял Пипина признать завоевания лангобардов, заключить мирный договор и вернуть заложников. При этом в секретном письме Павел умолял франков о помощи, советуя стравить лангобардов и византийцев.
Пипин счел целесообразным сохранить хорошие отношения с Дезидерием, и Павел, по-видимому, мало преуспел в своей двойной игре. Позже, однако, Пипин оказал папе некоторую поддержку и выступил в качестве арбитра при решении споров между римлянами и лангобардами.
В 765 году папские привилегии были восстановлены в Беневенто и Тоскане и частично в Сполето. Между тем, отчуждение от Константинополя все больше возрастало. Несколько раз, особенно в 759 году, Павел боялся, что византийский император пошлет войска против Рима. Павел жил в постоянном страхе, что Константинополь, не желая усиления франков, передаст Рим лангобардам.
Павел умер 28 июня 767 года.

## Почитание
В жизнеописаниях Павла I подчёркивается его милосердие, он помогал разорившимся людям, помиловал большое количество заключённых. В 761 году основал в своём доме в Риме монастырь св. Сильвестра, который ныне является титулярной базиликой Сан-Сильвестро-ин-Капите, где дал приют греческим монахам, бежавших в Рим от преследований иконоборцев. Внёс большой вклад в строительство и реставрацию многих римских храмов. Вскоре после смерти стал почитаться святым.
Первоначально был похоронен в базилике св. Павла, но затем его мощи были перенесены в Собор Святого Петра. Память в Католической церкви — 28 июня.